# Vater wider Willen (1956)
Die Filmkomödie Vater wider Willen (Sous le ciel de Provence / Quatre pas dans les nuages / Era di venerdì 17) aus dem Jahre 1956 ist eine französisch-italienische Co-Produktion. Regie führte Mario Soldati; in der Hauptrolle tritt der Komödiant Fernandel auf. Es ist die erste Neuverfilmung des italienischen Klassikers Lüge einer Sommernacht von 1942, wo Gino Cervi die Hauptfigur spielte.
Die Hauptfigur ist Paul, der ein freudloses Eheleben führt und Handelsvertreter ist. Als er wieder unterwegs ist, begegnet er einer jungen Frau, die ein Kind von einem Kerl erwartet, der sie sitzengelassen hat.
Als „liebevoll und warmherzig“ bezeichnet des Lexikon des internationalen Films die Komödie.